# 麦と兵隊
『麦と兵隊』（むぎとへいたい）は、1938年に出版された火野葦平の小説。戦記文学。また、それをもとにした戦時歌謡。『土と兵隊』『花と兵隊』とあわせ「兵隊3部作」とも呼ばれている。
現在は、社会批評社から『土と兵隊』と併せて出版されている（ISBN 4907127022）。

## 概要
1938年（昭和13年）雑誌『改造』に発表。発表翌月刊行。以後100万部以上の版を重ねる。本作品は火野の弁によると小説ではなく従軍記録であり、日中戦争開始翌年1938年5月の徐州会戦に於ける進軍中の旧日本軍の実情を、従軍民間マスコミの高慢な態度などとも併せて活写している。
前年末の南京攻略戦参加（杭州湾に敵前上陸）の後、火野は招集直前に脱稿した政治的寓意小説『糞尿譚』によって3月に第六回芥川賞を受賞し、4月に中支那派遣軍報道部に転属されている。3月、杭州で文芸評論家小林秀雄による陣中授与式が行われた。本作品の山場である孫圩（そんかん）での中国軍の強襲の最中、極限状況に陥る場面で、火野が小林との哲学的対話を想起しながら走馬燈体験をする箇所がある。
小林は本作品を戦場における日本人の自然な心情の発露として賞賛している。
同年5月には徐州会戦に参戦する部隊に伍長として配属。数日後に同じ部隊にいた朝日新聞の記者が火野であることに気付いたが、本人は作家であることを吹聴することもせず、一兵隊として黙々と働いていており、『麦と兵隊』の原稿は皆に見られない場所で隠れて書かれていた。
同年10月18日、中山省三郎が陸軍省を訪れ、火野から頼まれたとして『麦と兵隊』の印税の一部として5,000円を国防献金として納めている。
占領期には、「宣伝用刊行物の没収」の対象となった。
戦後、火野は当局に削除されていた捕虜の殺傷場面などを記憶を頼りに補筆し、これを以って「最終稿」とした。

## 時代背景
『麦と兵隊』は、捕虜の支那兵を日本軍の軍人が斬首するのを火野が反射的に目を背け、火野が自分自身のその当たり前の人間としての反応に自ら安堵する感想で終わる。前年末の南京攻略戦の折の百人斬り競争が本土および海外の紙面を賑わせた結果、国内では問題視されなかったが、海外では虐殺行為が国際的非難を呼び起こして軍部が対応に苦慮していた時期である。
本作品は、発表翌年の1939年、婦人運動家石本シヅエによる英訳“Wheat and soldiers”(New York Farrar & Rinehart, Inc. [©1939])を皮切りに、翌1940年にはロンドンの書肆から兵隊三部作などをまとめた英訳“War and Soldier”が刊行されるなど約二十カ国語に翻訳され、日本国内における記憶の低下に反して現在でも評価は高い。英訳版『麦と兵隊』を読んだパール・バックは、当時、日本を政治的に批判していたにもかかわらず、「この小説の著者たる日本人青年が善良であること、そしてこの作品が偉大なものであることを否定できない」と賞賛した。

## 戦時歌謡
「麦と兵隊」は競作で歌謡化されたが、東海林太郎が歌ったバージョンがヒットした。
1938年（昭和13年）12月ポリドールから発売。
- 作詞:藤田まさと
- 作曲:大村能章
- 唄:東海林太郎

雑誌「改造」に連載された「麦と兵隊」が評判になっていたのがきっかけで、陸軍報道部では早速これを歌にすることを決めて、作詞を藤田まさとに依頼した。
藤田まさとは当初『麦と兵隊』中の孫圩（そんかん）での中国軍の強襲後の火野の述懐を元に「ああ生きていた 生きていた 生きていましたお母さん･･･」という歌い出しの文句を書いた。ところが、軍当局から「軍人精神は生きることが目的ではない。天皇陛下のために死ぬことが目的だ」と大目玉を食らい、そこで、「徐州 徐州と人馬は進む･･･」という現行の歌詞に書き直した。
作曲の大村能章は1962年没であるが、作詞の藤田まさとは1982年没であるため、日本国内において歌詞の著作権は2018年現在も有効である。

## 余談
小津安二郎監督の1951年の映画『麦秋』には、登場人物の矢部が、今、火野葦平の『麦と兵隊』を読んでいると語る場面がある。